# Terche
Il Terche è un affluente di sinistra del fiume Piave. Nasce alla confluenza fra il torrente Rui ed il torrente Maor nelle vicinanze del castello di Zumelle e scorre in tutta la sua lunghezza nel territorio del comune di Borgo Valbelluna. Sfocia nel Piave nei pressi dell'abitato di Nave.

## Curiosità
L'11 novembre 2012, a seguito dell'ondata di maltempo che ha investito il bellunese, è crollata un'arcata del vecchio ponte che lo attraversava. Il ponte era stato realizzato nei primi anni venti del XX secolo su progetto dell'ingegnere zumellese Giovanni Battista Fontanive.